# Медисон (Њујорк)
Медисон (енгл. Madison) град је у америчкој савезној држави Њујорк.

## Демографија
По попису из 2010. године број становника је 305, што је 10 (-3,2%) становника мање него 2000. године.
| Група             | 2000.       | 2010.       |
| Белци             | 312 (99,0%) | 303 (99,3%) |
| Афроамериканци    | 0 (0,0%)    | 0 (0,0%)    |
| Азијати           | 1 (0,3%)    | 0 (0,0%)    |
| Хиспаноамериканци | 2 (0,6%)    | 1 (0,3%)    |
| Укупно            | 315         | 305         |